# Peter Hambleton
Pour les articles homonymes, voir Hambleton.
Peter Hambleton est un acteur néo-zélandais.

## Filmographie

### Cinéma
- 1992 : Absent Without Leave : Stowaway
- 1994 : The Last Tattoo : Peter Davis
- 2010 : Home by Christmas : Syd Gurton
- 2012 : Le Hobbit : Un voyage inattendu : Glóin et William le Troll
- 2013 : Le Hobbit : La Désolation de Smaug : Glóin
- 2014 : Le Hobbit : La Bataille des Cinq Armées : Glóin

#### Télévision
- 1984 : Iris : Peter
- 1987 : Adventurer : Cassidy (1 épisode)
- 1989 : Night of the Red Hunter : Ben Piper
- 1991 : Shark in the Park : M. Hinchey (1 épisode)
- 1993 : Le Rainbow Warrior (The Rainbow Warrior) : Maury Whitham
- 1993 : Typhon's People : Heinrich Vogel
- 1996 : Oscar and Friends : Papa
- 1998 : Tiger County
- 1999 : Les Mystères de la bibliothèque : Mike Johnson (1 épisode)
- 1999 : Duggan (en) : Henri Duchelle et Henri Doaks (1 épisode)
- 2002 : The Strip : Père Donleavy (4 épisodes)
- 2010 : Stolen : Larry Reid
- 2010 : Spies and Lies : Peter Fraser
- 2011 : Paradise Cafe : L'inspecteur
- 2011 : Tangiwai : le commentateur